# Trận lụt đồng bằng sông Hồng 1971
Trận lụt đồng bằng sông Hồng năm 1971 (hay còn được biết đến với tên gọi Đại hồng thủy 1971) là một đợt lũ lụt rất lớn xảy ra ở các tỉnh thuộc đồng bằng sông Hồng, Việt Nam Dân chủ Cộng hòa vào giữa tháng 8 năm 1971. Do chịu tác động của một tổ hợp thời tiết nguy hiểm nên ở khu vực trên đã xuất hiện các trận mưa lớn, gây vỡ đê và khiến lũ trên các sông lên nhanh, nhiều khu vực đạt tới mức báo động 3. Theo số liệu thống kê thì đã có 100.000 người thiệt mạng, ngoài ra đã có 20 xã, hay 1 huyện bị ngập hoàn toàn (nhưng chưa rõ tên xã huyện nào) với tổng dân số trong những xã đó bị ngập mất nhà cửa vào khoảng 2.7 triệu người. Về tài sản, trận lụt gây thiệt hại về tài sản khoảng 70 triệu đồng theo thời giá bấy giờ.
Đây được xem là trận lũ lụt lớn nhất trong vòng 250 năm qua ở miền Bắc Việt Nam, trong 100 năm qua ở vùng đồng bằng sông Hồng và nó đã đi vào ký ức không thể xóa nhòa của rất nhiều người dân sinh sống tại khu vực này. Trận lũ lụt được một cơ quan thời tiết của Hoa Kỳ xếp là một trong những thiên tai lớn nhất của thế kỷ 20, và mức độ thảm khốc do nó gây ra chỉ đứng sau trận lụt trên sông Dương Tử ở Trung Quốc làm hàng triệu người chết xảy ra năm 1931. Một số nguồn thông tin khác, đi xa hơn, còn xếp trận lũ lụt lịch sử tại đồng bằng sông Hồng này vào danh sách 10 trận lũ lụt tồi tệ nhất trong lịch sử lũ lụt thế giới.

## Diễn biến mưa

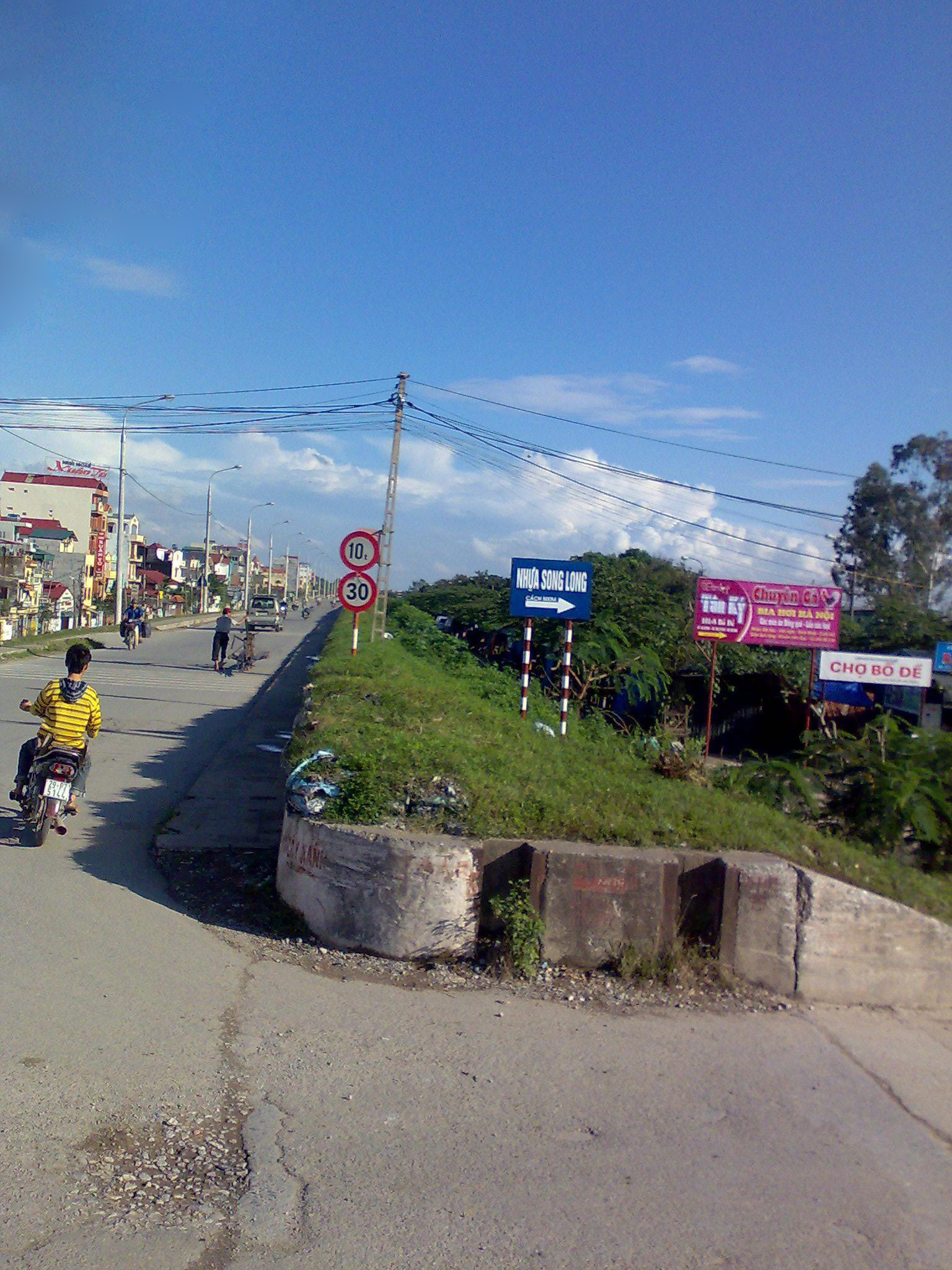
Đê sông Hồng, đoạn gần chợ Bồ Đề, Long Biên

Trong thời gian từ năm 1970 đến năm 1972, hiện tượng La Niña chi phối khí hậu toàn cầu, trong khoảng thời gian từ 1970 đến 1971 là cường độ trung bình và sau đó từ nửa cuối năm 1971 đến năm 1972 là ở mức yếu. La Niña tác động đến Việt Nam, và là một nguyên nhân dẫn đến trận lụt này.
Từ ngày 12 đến ngày 21 tháng 8 năm 1971, tổ hợp thời tiết bao gồm dải hội tụ nhiệt đới, rãnh thấp nóng phía Tây, cao áp Thái Bình Dương và hoàn lưu còn sót lại của một cơn bão đổ bộ vào miền Nam Trung Quốc, gây ra mưa lớn với lượng từ to đến rất to trên toàn miền Bắc Việt Nam. Bình quân vũ lượng đo được ở lưu vực sông Hồng là 255mm; lưu vực sông Thái Bình là 247mm. Có những điểm mưa với lượng khá, tiêu biểu như ở Sìn Hồ 454mm, Lào Cai 386mm, Tân Cương (Thái Nguyên) 678mm. Lượng mưa trung bình ở đồng bằng Bắc Bộ vào khoảng 200mm.
Vùng hạ lưu ở sông Hồng và sông Thái Bình đã xảy ra trận lũ lịch sử, được xem là lớn nhất kể từ năm 1902 đến năm 1999. Ngày 20 tháng 8, đỉnh lũ ở Hà Nội là 14,13m, vượt mức báo động 3 là 2,63m, mức này được duy trì trên báo động 3 trong 8 ngày. Cùng ngày, tại Phả Lại, mực nước lũ chạm đến con số là 7,21m, vượt báo động 3 là 1,71m, được duy trì trên báo động 3 trong 12 ngày. Lũ trên hệ thống sông Đáy đạt đỉnh với cấp độ trên dưới báo động 3, và trong thời kỳ lũ cao, mức thủy triều giảm từ 3,5 xuống 2,4m.
Tại tỉnh Lào Cai, vào ngày 19 tháng 8 năm 1971 đã ghi nhận mực nước lũ lên đến 86,85m.

## Ảnh hưởng, thiệt hại và hệ quả
Trong khi kế hoạch kinh tế năm 1971 của Việt Nam Dân chủ Cộng hòa đang bắt đầu thực hiện dưới điều kiện tương đối thuận lợi, do Mỹ đã tạm ngừng phá hoại miền Bắc trong Chiến tranh Việt Nam, thì trận lụt lớn xảy ra đã gây hậu quả nặng nề. Tác động của trận lũ khiến 13 tỉnh thành phía Bắc vỡ đê lớn. Ngày 19 tháng 8, nước lũ tràn vỡ các đê ở hạ lưu sông Lô, sông Đà và tả ngạn sông Hồng thuộc huyện Vĩnh Tường, đê bối Thanh Trì phía hữu ngạn sông Hồng. Đến ngày 20, vỡ đê Lâm Thao; sang ngày hôm sau thì vỡ đê Vĩnh Lại và đê Cao Xá. Nhiều đoạn đê khác cũng đã bị vỡ với chiều dài đoạn bị hỏng là tương đối lớn. Vỡ đê đã gây ngập lụt diện rộng trên khu vực đồng bằng Bắc Bộ. Chỉ tính riêng 4 tỉnh Hải Hưng, Hà Bắc, Vĩnh Phú, Hà Tây, trận lụt đã làm 1062 xã của 94 huyện với 2,9 triệu hộ gia đình bị ngập lụt nặng, tương đương với trên 40% tổng số hộ gia đình.
Trận lụt đã khiến khoảng 100.000 người thiệt mạng, cộng thêm 2.7 triệu người bị ảnh hưởng nặng do sống ở những xã bị ngập hoàn toàn, ảnh hưởng khoảng 2,7 triệu người, và thiệt hại lên đến con số 70 triệu đồng theo thời giá lúc bấy giờ (năm 1971) tương đương với 10.000 tỉ đồng theo thời giá năm 2015 (nếu tính đến năm 2023 thì tương đương bằng 13.802 tỉ đồng). Trong đó, phần tài sản do Nhà nước quản lý vào khoảng 44.225.000 đồng. Tổng số trên 120.000 công trình liên quan đến nhà cửa, kho tàng bị ngập và trôi. Thiệt hại về công nghiệp ước tính khoảng 3.670.000 đồng, về nông nghiệp ước tính lên đến 1.140.100 đồng. Về công trình thủy lợi thì thiệt hại do lũ gây ra được ước tính vào khoảng 8.884.200 đồng. Về giao thông và bưu điện thì con số là vào khoảng 10.025.000 đồng. Ngoài ra, thiệt hại của nhân dân và các địa phương bị ảnh hưởng từ lũ lụt, dịch bệnh, ngừng trệ sản xuất sau mưa lũ là rất lớn.
Do lo sợ cây cầu Long Biên huyết mạch bị nước lũ cuốn trôi, ngành giao thông của chính phủ Việt Nam Dân chủ Cộng hòa đã phải đưa một đoàn tàu chất nặng đá hộc lên nằm yên trấn giữ mặt cầu. Đồng thời thì các tỉnh có đê bị vỡ trong trận lũ đã tổ chức hàn khẩu lại hệ thống. Việc hàn khẩu đã sử dụng đến 10.000 m3 đá hộc, 1,4 triệu bao tải đay, 34.000 rọ thép và đặc biệt đã phải đánh đắm 19 sà lan (riêng cho đê Nhất Trai).
Trận lũ lịch sử năm 1971 diễn ra đúng vào thời điểm tại miền Nam Việt Nam, cuộc Chiến tranh Việt Nam đang bước vào giai đoạn ác liệt nhất. Theo đánh giá của Cơ quan quản lý Khí quyển và Đại dương Hoa Kỳ (NOAA) thì đây là 1 trong những trận lũ lụt lớn nhất của thế kỷ 20 trên thế giới. Mức độ thảm khốc của nó được xếp thứ 2 sau trận lụt xảy ra năm 1931, làm chết hàng triệu người ở sông Dương Tử, Trung Quốc. Đây được xem là trận lũ lớn nhất trong vòng 250 năm qua ở miền Bắc, và 100 năm qua ở khu vực sông Hồng. Con số người chết tương đương so với mức của trận lũ tại miền Trung năm 1999 và trận lũ năm 2000 tại miền Nam.
Báo Tin Sáng ở Sài Gòn - Việt Nam Cộng Hòa đã tổ chức một cuộc quyên góp tiền của người dân để cứu trợ cho Việt Nam Dân Chủ Cộng Hòa khoảng hơn 600.000 đồng Việt Nam Cộng Hòa.
Năm 2007, Chính phủ Việt Nam đã ban hành "Quy hoạch phòng, chống lũ hệ thống sông Hồng, sông Thái Bình" nhằm có những giải pháp đối phó với những trận lũ lớn tương tự như năm 1971.